# Стрітенськ
Стрі́тенськ (рос. Сретенск) — місто, центр Стрітенського району Забайкальського краю, Росія. Адміністративний центр Стрітенського міського поселення.

## Географія
Місто розташоване на правому і лівому березі річки Шилки за 385 км на схід від Чити. Кінцева станція залізничної гілки від станції Куенга.

## Історія
Засноване в 1689 році як Стрітенський острог (рос. Стрѣтенскій острогъ). Був центром Стрітенського повіту.
З 1798 року було гірничо-заводським селищем, з 1851 року — центр козацької станиці, з 1872 по 1918 роки входив до складу 3-го військового відділу Забайкальського козацького війська.
До 1912 року був кінцевою станцією Транссибірської залізничної магістралі і найважливішим перевалочним пунктом, де прибулі в вагонах вантажі перевантажували на річкові судна і відправляли на схід по річках Шилці та Амуру.
26 січня 1926 року отримав статус міста і став центром району.

## Населення
Населення — 6850 осіб (2010; 8192 у 2002).